# Велика Цвіля
Вели́ка Цві́ля — село в Україні, у Ємільчинській селищній територіальній громаді Звягельського району Житомирської області. Чисельність населення становить 870 осіб (2001). У 1923—2020 роках — адміністративний центр колишньої однойменної сільської ради.

## Загальна інформація
Розташоване за 20 км від Звягеля та за 30 км від залізничної станції Звягель, між малими річками Цвіль і Гать. У межах села є ставок площею водного дзеркала 7,70 га.

## Населення
Станом на 1885 рік в селі мешкало 475 осіб, налічувалося 46 дворових господарства. Наприкінці 19 століття кількість населення становила 615 осіб, дворів — 49, за Цинкаловським — 46 дворів.
Відповідно до результатів перепису населення Російської імперії 1897 року, загальна кількість мешканців села становила 756 осіб, з них: православних — 741, чоловіків — 384, жінок — 372.
У 1906 році у селі налічувалося 1 090 мешканців, дворів — 134, у 1923 році — 186 дворів та 1 384 мешканці.
Станом на 1972 рік кількість населення становила 1 200 осіб, дворів — 352.
Відповідно до результатів перепису населення СРСР, кількість населення, станом на 12 січня 1989 року, становила 1 022 особи. Станом на 5 грудня 2001 року, відповідно до перепису населення України, кількість мешканців села становила 870 осіб.

## Історія
Неподалік села знайдено прикраси з бронзи бронзової доби. Вперше згадується у документах 1677 року. У 1625 році належала до звягельської власності князів Острозьких, мала 13 тяглих селян, 2 підсусідки. Один з осадників платив з місцевої та рогачівської рудень 80 возів заліза. Другий у 1620 році отримав руду за 80 ренських злотих щороку. Після розпаду Острозької ординації село перейшло до Любомирського, батька Потоцької, котра вийшла за Зубова, внісши йому маєток. За Цинкаловським, село належало до князів Корецьких, після них — до Чарторийських та Потоцьких.
Згадується в люстрації Київського воєводства 1754 року, сплачувало 2 злотих і 14 грошів до замку та 9 злотих і 26 грошів на міліцію. Після повстання 1831 року перейшло до Уварових.
У другій половині 19 століття — село Сербівської волості Новоград-Волинського повіту Волинської губернії, за 95 верст від Житомира, 30 верст від Новограда-Волинського та найближчої поштової станції, 95 верст від найближчої залізничної станції Полонне. Дерев'яну церкву на кам'яному підмурівку, криту бляхою, збудовано уніатами у 1761 році. Відібрана в уніатів 18 жовтня 1794 року. У 1879 році за кошти вірян до церкви прибудовано дерев'яну, на кам'яному підмурівку, покриту залізом, дзвіницю. При церкві 36 десятин піщаної землі, що розміщувалася в низинах, переважно болотиста та малородюча. До парафії належали Тайки (4 версти), Осова (5 верст), Просіка (8 верст), Липник (9 верст), Заровня (12 верст), Карпилівка (7 верст), Курчицька Гута (12 верст). Сполучення утруднене. Дворів — 269, православних — 2 023, римокатоликів — 102. Сусідні парафії: Серби (6 верст), Курчиця (15 верст) та Підлуби (20 верст). З 22 жовтня 1885 року діяла однокласна церковно-парафіяльна школа, де у 1886 році навчалося 45 хлопчиків та 5 дівчаток. Великий землевласник — австрійський підданий граф Менцинський. В селі були смолярня, водяний та паровий млини. Селяни, крім рільництва, переганяли смолу, заготовляли лучину, рубали та доставляли дрова на смоляний та шкляний заводи. Селян — 186, селянських земель — 1 081 десятина. Належало до курчицького ключа графині Юзефи Менцинської з Кучинських.
Станом на 1885 рік — колишнє власницьке село Сербівської волості Новоград-Волинського повіту Волинської губернії. Були церковна парафія, млин.
Наприкінці 19 століття — село Сербівської волості Новоград-Волинського повіту, над річкою Цвількою, притокою Случі, за 22 км від Звягеля, за 6 верст від волосного центру, при старому шляху від Звягеля до Городниці. В селі були церква, парафіяльна школа, смолярня, паровий та водяний млини. Власність Козаревичів, набута від Уварових.
У 1906 році — село Сербівської волості (2-го стану) Новоград-Волинського повіту Волинської губернії. Відстань до повітового центру, м. Новоград-Волинський, становила 30 верст, до волосного центру, с. Серби — 8 верст. Найближче поштово-телеграфне відділення розташовувалося в Емільчині.
У 1920 році в районі села велися бої Першої кінної армії з польсько-українським військом.
У 1923 році включене до складу новоствореної Великоцвілянської сільської ради, яка, 7 березня 1923 року, увійшла до складу новоутвореного Городницького району Житомирської округи, адміністративний центр ради. Розміщувалося за 23 версти від районного центру, міст. Городниця.
На фронтах німецько-радянської війни воювали 100 селян, 75 — у партизанських загонах. 64 особи загинуло, 76 нагороджені орденами та медалями. На їх честь встановлено обеліск Слави. Партизана Д. Колобчука посмертно нагороджено орденом Вітчизняної війни II ступеня, К. Філінов — повний кавалер ордена Слави.
В радянські часи у селі розміщувалася центральна садиба колгоспу зерново-тваринницького напрямку, який обробляв 2,9 тис. га угідь, з них 2 тис. ріллі. При колгоспі були допоміжні підприємства — пилорама, млин, діяла обласна школа передового досвіду вирощування високих врожаїв льону. У 1948 році головою колгоспу став С. М. Сербін, удостоєний ордена Трудового Червоного Прапора. Колгоспниця Л. С. Сербін — Герой Соціалістичної Праці.
В селі були середня школа, будинок культури, бібліотека, дільнична лікарня, дитячі ясла, відділення зв'язку, 3 магазини, побутовий комбінат. Виходила газета «Червоний прапор».
28 листопада 1957 року, внаслідок ліквідації Городницького району, село, в складі сільської ради, передане до Ємільчинського району Житомирської області.
12 червня 2020 року, відповідно до розпорядження Кабінету Міністрів України № 711-р «Про визначення адміністративних центрів та затвердження територій територіальних громад Житомирської області», територію та населені пункти Великоцвілянської сільської ради включено до складу Ємільчинської селищної територіальної громади Новоград-Волинського (згодом — Звягельський) району Житомирської області.

## Пам'ятки

### Музей хліба
12 квітня 1985 року, за ініціативи місцевого вчителя фізкультури Миколи Романовича Жилюка, у Великоцвілянській школі відкрився «Музей хліба». Загалом експонується та зберігається близько чотирьох тисяч предметів та документів.

### Криниця совісті
10 червня 1988 року в центрі села було відкрито перший у Радянському Союзі пам'ятник жертвам більшовицького терору — «Криницю Совісті». Пам'ятник споруджений Миколою Жилюком і учнями школи. Допомагав ентузіастам письменник і краєзнавець Олексій Євменович Опанасюк.
У 1990 році вийшла в світ повість Олексія Опанасюка «Зникали у відомому напрямку» — твір у монологах на документальній основі, присвячений голоду 1933 року і сталінським репресіям 1937 року на Цвілянщині і на Житомирщині в цілому. 2 березня 1990 року на Українському телебаченні відбулася прем'єра документального фільму «Криниця вдовиних сліз», знятого на основі повісті за сценарієм Аркадія Музичука студією «Укртелефільм» режисером Володимиром Кузнецовим і оператором Миколою Марковським, у якому автори, використовуючи кінематографічні образи (через копання нової криниці, сином репресованого, як докопування сучасників до істини), показали жах репресивних часів, знищення простих селян за їхні висловлювання. Фінальний кадр фільму показує корбу, на яку намотується ланцюг, на кінці якого немає відра з чистою криничною водою правди. А невидима рука продовжує шалено крутити корбу і обірваний ланцюг починає бити бити кінцем об дерев'яну кришку колодязя. Цей звук лунає наче постріли, нагадуючи нам, що репресії ще не завершилися. І Микола Жилюк в кадрі говорить: «Я боюсь, що завтра можу стати наступною жертвою, і ви теж, що знімаєте цей фільм… і всі ми, хто причетний до «Криниці совісті». У великій Цвілі було репресовано і розстріляно понад 90 великоцвілян пострілами в потилицю…».

## Відомі люди
- Харківець Анатолій Порфирійович (1916—1943) — Герой Радянського Союзу, командир стрілецького батальйону 21-го стрілецького полку 180-ї стрілецької дивізії 38-ї армії Воронезького фронту. До війни працював учителем у школі села.
- Яковчук Василь Лукашевич (нар. 1935) — артист розмовного жанру, заслужений артист України.